# Campionati tedeschi di sci alpino 2023
I Campionati tedeschi di sci alpino 2023 si sono svolti a Garmisch-Partenkirchen e a Plan (in Italia) dal 22 marzo al 2 aprile; il programma includeva gare di discesa libera, supergigante, slalom gigante, slalom speciale e combinata, sia maschili sia femminili, ma il supergigante maschile e le combinate sono stati annullati.
Trattandosi di competizioni valide anche ai fini del punteggio FIS, vi hanno potuto partecipare anche sciatori di altre federazioni, senza che questo consentisse loro di concorrere al titolo nazionale tedesco.

## Risultati

### Uomini

#### Discesa libera
| Pos. | Atleta            | Nazione  | Tempo |
| ---- | ----------------- | -------- | ----- |
| 1    | Arnaud Boisset    | Svizzera | 56,81 |
| 2    | Romed Baumann     | Germania | 56,84 |
| 2    | Andreas Sander    | Germania | 56,84 |
| 4    | Luis Vogt         | Germania | 56,91 |
| 5    | Barnabás Szőllős  | Israele  | 57,26 |
| 6    | Jacob Schramm     | Germania | 57,55 |
| 7    | Eric Wyler        | Svizzera | 57,56 |
| 8    | Dominik Schwaiger | Germania | 57,85 |
| 9    | Juhan Luik        | Estonia  | 58,35 |
| 10   | Sandro Zurbrügg   | Svizzera | 58,45 |

Località: Garmisch-Partenkirchen

Data: 22 marzo

#### Supergigante
La gara, in programma a Garmisch-Partenkirchen il 23 marzo, è stata annullata.

#### Slalom gigante
| Pos. | Atleta             | Nazione  | Tempo   |
| ---- | ------------------ | -------- | ------- |
| 1    | Jonas Stockinger   | Germania | 1:53,77 |
| 2    | Fadri Janutin      | Svizzera | 1:54,47 |
| 3    | Fabian Gratz       | Germania | 1:54,60 |
| 4    | Tommaso Saccardi   | Italia   | 1:54,63 |
| 5    | Fabio Gstrein      | Austria  | 1:54,69 |
| 6    | Simon Talacci      | Italia   | 1:54,80 |
| 7    | Luca Taranzano     | Italia   | 1:54,85 |
| 8    | Anton Grammel      | Germania | 1:54,89 |
| 9    | Noah Geihseder     | Austria  | 1:55,56 |
| 10   | Maximilian Schwarz | Germania | 1:55,62 |

Località: Plan

Data: 1º aprile

#### Slalom speciale
| Pos. | Atleta               | Nazione  | Tempo   |
| ---- | -------------------- | -------- | ------- |
| 1    | Gino Stucki          | Svizzera | 1:23,15 |
| 2    | Sam Maes             | Belgio   | 1:23,19 |
| 3    | Fabio Gstrein        | Austria  | 1:23,23 |
| 4    | Adrian Meisen        | Germania | 1:23,41 |
| 5    | Federico Toscano     | Svizzera | 1:23,76 |
| 6    | Fabian Himmelsbach   | Germania | 1:23,88 |
| 7    | Ralph Seidler        | Austria  | 1:23,98 |
| 8    | Fadri Janutin        | Svizzera | 1:24,14 |
| 9    | Tommaso Saccardi     | Italia   | 1:24,15 |
| 10   | Gianlorenzo Di Paolo | Italia   | 1:24,24 |
|      |                      |          |         |
| 13   | Jonas Witte          | Germania | 1:24,69 |

Località: Plan

Data: 2 aprile

#### Combinata
La gara, in programma a Garmisch-Partenkirchen il 24 marzo, è stata annullata.

### Donne

#### Discesa libera
| Pos. | Atleta                     | Nazione  | Tempo   |
| ---- | -------------------------- | -------- | ------- |
| 1    | Stefanie Fleckenstein      | Canada   | 59,04   |
| 2    | Kira Weidle                | Germania | 59,49   |
| 3    | Anna Schillinger           | Germania | 1:00,21 |
| 4    | Katrin Hirtl-Stanggaßinger | Germania | 1:00,32 |
| 5    | Emma Aicher                | Germania | 1:00,40 |
| 6    | Carolina Stuffer           | Germania | 1:00,57 |
| 7    | Luisa Klapprott            | Germania | 1:00,70 |
| 8    | Katharina Lechner          | Germania | 1:01,02 |
| 9    | Emily Wörle                | Germania | 1:01,33 |
| 10   | Kim Marschel               | Germania | 1:01,44 |

Località: Garmisch-Partenkirchen

Data: 22 marzo

#### Supergigante
| Pos. | Atleta                     | Nazione  | Tempo |
| ---- | -------------------------- | -------- | ----- |
| 1    | Fabiana Dorigo             | Germania | 55,29 |
| 2    | Emma Aicher                | Germania | 55,34 |
| 3    | Viktoria Bürgler           | Austria  | 55,46 |
| 4    | Emily Wörle                | Germania | 56,21 |
| 5    | Anna Schillinger           | Germania | 56,24 |
| 6    | Katharina Lechner          | Germania | 56,27 |
| 7    | Luisa Klapprott            | Germania | 56,50 |
| 8    | Marisa Messmer             | Germania | 56,59 |
| 9    | Magdalena Łuczak           | Polonia  | 56,62 |
| 10   | Katrin Hirtl-Stanggaßinger | Germania | 56,70 |

Località: Plan

Data: 31 marzo

#### Slalom gigante
| Pos. | Atleta              | Nazione  | Tempo   |
| ---- | ------------------- | -------- | ------- |
| 1    | Jessica Hilzinger   | Germania | 1:54,82 |
| 2    | Emma Aicher         | Germania | 1:54,88 |
| 3    | Francesca Fanti     | Italia   | 1:55,09 |
| 4    | Lara Della Mea      | Italia   | 1:55,50 |
| 5    | Michaela Heider     | Austria  | 1:55,57 |
| 6    | Paulina Schlosser   | Germania | 1:55,61 |
| 7    | Carole Agnelli      | Italia   | 1:55,76 |
| 8    | Laila Illig         | Germania | 1:55,82 |
| 9    | Magdalena Kappaurer | Austria  | 1:55,86 |
| 10   | Laura Steinmair     | Italia   | 1:56,14 |

Località: Plan

Data: 1º aprile

#### Slalom speciale
| Pos. | Atleta           | Nazione     | Tempo   |
| ---- | ---------------- | ----------- | ------- |
| 1    | Charlie Guest    | Regno Unito | 1:26,58 |
| 2    | Lena Dürr        | Germania    | 1:27,34 |
| 3    | Emma Aicher      | Germania    | 1:27,37 |
| 4    | Andrea Filser    | Germania    | 1:27,44 |
| 5    | Luisa Mangold    | Germania    | 1:27,81 |
| 6    | Lorina Zelger    | Svizzera    | 1:28,38 |
| 7    | Magdalena Łuczak | Polonia     | 1:28,77 |
| 8    | Celina Haller    | Svizzera    | 1:28,81 |
| 9    | Laila Illig      | Germania    | 1:29,12 |
| 10   | Marie Bogner     | Germania    | 1:29,30 |

Località: Plan

Data: 2 aprile

#### Combinata
La gara, in programma a Garmisch-Partenkirchen il 24 marzo, è stata annullata.